# 拉曼理工大学
拉曼理工大学全名称拉曼管理与工艺大学（英語：Tunku Abdul Rahman University of Management and Technology），升格前旧称拉曼大学学院 （英語：Tunku Abdul Rahman University College），現縮寫為TARUMT，是一所位於馬來西亞，具有政治背景的大學。1969年2月24日，拉曼学院在馬華公會的領導下创建，並一直維持管理和輔助至今，學院名稱取自馬來西亞第一任首相东姑阿都拉曼。拉曼理工大学使用英文作為主要教學語言，但有些課程也會以中文或馬來文教學。該校其中一半的開支是由政府津貼，因此學費較其他私立大專院校低廉。拉曼理工大学和拉曼大学的学生在外统称为“拉曼生”。
在2013年5月2日，拉曼学院正式升级为拉曼大学学院。在2022年4月8日，拉曼大学学院升格为拉曼理工大学。2022年11月7日，拉曼大學學院正式更名為拉曼理工大學。
拉曼理工大学共有一間总校和五間分校，总校設在吉隆坡，五間分校分別位於檳城、霹靂、柔佛、彭亨和沙巴。

## 學院
拉曼理工大學依據科系性質分爲七個學院：
會計、金融與商業學院 Faculty of Accountancy, Finance & Business (FAFB)：
，之前为School of Business Studies (SBS)，建立於1971年。提供商學相關的證書、文憑與學士學位，如會計、企業管理、市場行銷等，也包括ICSA, ACCA, CIMA文憑。
工程與科技學院 Faculty of Engineering and Technology ：之前为School of Technology (SOT)，建立於1972年。提供電子工程、電子通訊等與工藝相關的證書、文憑和學士學位。
建築學院 Faculty of Built Environment ：
計算機與訊息科技學院 Faculty of Computing and Information Technology ：
應用科學學院 Faculty of Applied Sciences (FOAS)：
，前身为School of Arts and Science (SAS)，建立於1972年。提供證書、文憑、學士學位，相關科系有生命科学、体育科学、物理科学。
社會科學與人文學院 Faculty of Social Science and Humanities ：建立於1999年。校内的科系包括社會科學、心理學等的文憑與學士學位，
傳播與創意產業學院 Faculty of Communication and Creative Industries： 提供廣告學、大衆傳播、媒體研究等文憑與學士學位。同時也受Astro, NTV7, 南洋商報等公司機構所認可。

## 文化
- 由於多數拉曼學生都是华人，因此雖然大學内課程皆以英文教學，學生之間使用中文或方言交談的場景隨處可見。
- 拉曼理工大学附近地區，如旺沙玛珠和云顶吉冷路等成了外地拉曼學生的住所，也是他們聚集的地方。這些地方附近的餐廳和嘛嘛檔也因為學生的聚集顯得生意格外的好。夜晚的時候更是可看到一群来自拉曼理工大学的学生在嘛嘛檔喝茶聊天，份屬馬來西亞不一樣的喝茶文化。
- 拉曼理工大学地點交通便利，而且靠近各大休閒區，如几间商场、吉隆坡城中城、金河廣場、马来西亚國家動物園等，這些地方也是拉曼學生消遣的主要場所。
- 拥有一片大型的停车场，也是拉曼生人人皆知的Hit and Run Carpark（撞后跑停车场）。

## 知名校友
- 郭素沁
- 曹观友
- 章瑛
- 张聒翔
- 陳勢安
- 颜薇恩
- 陈培永
- 李艾薇
- 蔡佩璇
- 秦雯彬
- 狄妃
- 張吉安
- 鐘逸明
- 葉瑋盈
- 蔡楚營
- 黃志豪
- 朱浩仁
- 黃瑋瑄
- 戴靖航
- 刘秀薇
- 徐意凯
- 陈宜杰
- 刘正豪
- 刘正豪
- 蔡浩伦 （毕业于FOCS）

## 姐妹校

### 亚洲
- 马来西亚
  - 拉曼大学